# Pat Morita
Noriyuki "Pat" Morita (Isleton, Kalifornija, 23. lipnja 1932. - Las Vegas, Nevada, 24. studenog 2005.), američki glumac, nominiran za Oscara 1984. godine.
Rodio se kao Noriyuki Morita u mjestu Isleton, Kalifornija. Roditelji su mu bili japanski useljenici u SAD. U drugoj godini obolio je od tuberkuloze kralježnice, i sljedećih devet godina proveo je po bolnicama sjeverne Kalifornije. Često su ga stavljali u gipsani oblog duž cijelog tijela i govorili mu da nikad više neće hodati. Usamljen i izoliran od čarapa je pravio krpene lutke i zabavljao se. Konačno je u 11. godini kirurg spojio 4 kralješka u njegovom tijelu, pa je naučio hodati. No bjesnio je Drugi svjetski rat, pa su mu roditelji poslani u zarobljenički kamp dok traje rat. Pošao je za njima u logor na rijeci Gila u Arizoni. Tamo je upoznao katoličkog svećenika od kojeg će preuzeti i ime Pat. Nakon kraja rata, roditelji su mu neko vrijeme držali restoran. Tamo je on zabavljao goste i bio meštar ceremonija kod grupnih večera. Kasnije se zaposlio, postao suprug i otac. No, znatno se udebljao, pa je dao otkaz i odlučio postati stand-up komičar. Najpoznatije su mu uloge Arnolda u seriji "Sretni dani" i gospodina Miyagija u tetralogiji "Karate Kid". Za ulogu gosp. Miyagija bio je noiminiran za Oscara 1984. godine. Pojavio se u nizu filmova i serija, jedna od kojih je i "Pod istim krovom". Bio je i teški alkoholičar. Umro je u Las Vegasu u 73. godini. Nadživjela ga je supruga i troje djece.